# James Benton Grant
James Benton Grant, född 2 januari 1848 i Russell County, Alabama, död 1 november 1911 i Excelsior Springs, Missouri, var en amerikansk demokratisk politiker. Han var guvernör i delstaten Colorado 1883–1885.
Grant studerade vid Iowa Agricultural College (numera Iowa State University) och Cornell University. Därefter studerade han metallurgi i Freiberg i Sachsen och var verksam inom gruvdriften i Leadville i Colorado.
År 1882 vann demokraterna för första gången ett guvernörsval i Colorado och Grant efterträdde republikanen Frederick Walker Pitkin som guvernör i januari 1883. Han efterträddes 1885 av Benjamin Harrison Eaton.
Baptisten Grant gravsattes på Fairmount Cemetery i Denver.